# Famille de Bousquet
Pour les articles homonymes, voir Bousquet.
La famille de Bousquet, anciennement Bousquet, est une famille subsistante de la noblesse française, originaire du Languedoc.
Cette famille compte parmi ses membres des hommes politiques, des officiers, un haut fonctionnaire.

## Histoire
La famille de Bousquet est originaire de la province du Languedoc (Saint-Hippolyte-du-Fort). Elle appartient au culte protestant.
Gustave Chaix d'Est-Ange écrit que Louis I Bousquet et son fils Louis II Bousquet exercèrent la charge anoblissante de conseiller maître en la chambre des comptes de Montpellier à la fin du XVIIIe siècle mais qu'ils ne figurent pas sur les listes, du reste incomplètes, des officiers de la Chambre des comptes de Montpellier qui ont été publiées par M. de La Roque dans l'Annuaire historique et généalogique de la province du Languedoc, année 1861, et dans le Catalogue des gentilshommes du Languedoc ayant pris part en 1789 aux assemblées de la noblesse.
Régis Valette donne pour principe de noblesse la charge de secrétaire du roi (1774-1778).
La famille de Bousquet a été admise à l'Association d'entraide de la noblesse française en 1973.

## Filiation
Cette famille s'est divisée en trois branches :
- La branche aînée qui a eu pour patronyme de Bousquet et qui s'est éteinte au XIXe siècle. Cette branche a eu pour premier auteur Louis de Bousquet qui en 1775 épouse Marguerite Mourgue de Hautecroix, d'après Haag il succède à son père dans sa charge de conseiller maître en la Chambre des comptes de Montpellier, il est seigneur de Ribeyre, Figaret, etc., et coseigneur de la ville de Saint-Hippolyte-du-Fort, il prend part en 1789 aux assemblées de la noblesse tenues à Montpellier.
- La seconde branche qui a eu pour patronyme de Bousquet de Florian et qui est subsistante. Cette branche a eu pour premier auteur Jean-Pierre Bousquet, seigneur de Florian, en 1775 il épouse Louise Bresson, en 1789 il prend part aux assemblées de la noblesse tenues à Montpellier.
- La troisième branche qui a eu pour patronyme Bousquet puis a été autorisée en 1861 à faire précéder son patronyme d'une particule car Henri Bousquet avait été adopté en 1848 par sa cousine de la branche aînée. Cette branche a eu pour premier auteur Antoine Bousquet, il naît en 1741, il épouse Victoire de Lacombe, il est officier.

Gustave Chaix d'Est-Ange rapporte qu'Aaron Bousquet, de cette même famille, alla se réfugier en Hollande à la suite de la révocation de l'édit de Nantes. Il fonda une maison de commerce à Amsterdam et épousa en 1698 Marie Deville, de Haarmel. Parmi ses descendants : René Willietaz-Bousquet, gouverneur de l'île de Célèbes au XIXe siècle.

## Personnalités
- Alphonse Bousquet (né en 1797 à Saint-Hippolyte-du-Fort, décédé en 1855 à Montpellier), officier d'artillerie, député du Gard (1831-1837, 1848-1849)
- Victor Bousquet (fils d'Alphonse Bousquet. Né en 1839 à Saint-Hippolyte-du-Fort, décédé en 1890), sous-préfet du Vigan (1870), conseiller général du Gard (1870-1876), bâtonnier de l'ordre des avocats de Nîmes (1875-1876), député républicain du Gard (1876-1889)
- Pierre de Bousquet de Florian (né en 1954), préfet de la Mayenne (1999-2002), directeur de la surveillance du territoire (DST) (2002-2007), préfet des Hauts-de-Seine (2007-2009), du Pas-de-Calais (2009-2012), de la Seine-Maritime (2012), de l'Hérault (2012-2015), président-directeur général de Civipol Conseil (2016-2017), coordonnateur national du renseignement et de la lutte contre le terrorisme (2017-2020), depuis 2020 directeur de cabinet de Gérald Darmanin ministre de l'Intérieur. Il est membre de la Société de l'histoire du protestantisme français.

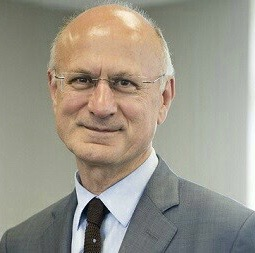
Pierre de Bousquet de Florian (1954)

## Alliances
Les principales alliances de la famille de Bousquet sont : Deville (1698), Malras (1742), David, Mourgue de Hautecroix (1775), Bresson (1775), Planchon, de Lacombe, Carbon de Ferrières, Lassagne de Mandiargues, de La Pierre de La Valette, de Witt.

## Armes
- D'argent à un bosquet de sinople à sénestre et à un paon au naturel à dextre sur une terrasse de sinople ; au chef d'azur chargé de trois étoiles d'or.[1]

Gustave Chaix d'Est-Ange écrit que Louis Bousquet, vraisemblablement de la même famille, procureur en la cour des comptes, aides et finances de Montpellier, fit enregistrer son blason à l'Armorial général de 1696 : Écartelé aux 1 et 4 d'argent à trois arbres de sinople ; aux 2 et 3 d'azur à un lion d'or, armé et lampassé de gueules.